# Super Trouper (Album)
Super Trouper ist das siebte Studioalbum der schwedischen Popgruppe ABBA. Es erschien im November 1980 und wurde zum Nummer-eins-Erfolg und weltweiten Millionenseller. Die erfolgreichsten Singleauskopplungen sind das gleichnamige Lied Super Trouper und The Winner Takes It All. Ein Super Trouper ist ein großer Bühnenscheinwerfer.

## Entstehung
Nach dem Abschluss der Amerika-Europa-Tournee Ende 1979 reisten Benny Andersson und Björn Ulvaeus im Januar 1980 nach Barbados. Bei ihrer Rückkehr hatten sie fünf neue Songs komponiert, sodass die Aufnahmen am 4. Februar 1980 mit den Backing Tracks von On and On and On, Andante, Andante, Happy New Year und The Piper begannen. Andersson zuliebe wurden einige Passagen von On and On and On im Chor mit der Kopfstimme gesungen, da er Fan der Beach Boys war und diese dasselbe bei ihrem Lied Do It Again von 1968 gemacht hatten. Der Text handelt von den Flirts, die sich gelegentlich in der High Society abspielen und beinhaltet in einer verlängerten Version eine zusätzliche Strophe. Ebenfalls im Februar aufgezeichnet wurden die Grundspuren von Elaine, das später als B-Seite der Single The Winner Takes It All Verwendung fand. Bis Anfang März 1980 wurde an den neuen Produktionen gearbeitet.
Im April 1980 wurden die Vocals für die fünf bereits begonnenen Songs eingesungen. Bis Mai wurden die Titel überarbeitet und fertig abgemischt, weshalb erst Anfang Juni die Aufnahmen neuer Kompositionen begannen. Eine davon war das nie vollendete und unveröffentlichte Stück Burning My Bridges, das an die Country-Musik angelehnt ist und nur als Ausschnitt im 1994 zusammengestellten Medley ABBA Undeleted enthalten ist.
An den Liedern The Winner Takes It All und Our Last Summer wurde zunächst experimentiert, insbesondere an den Grundspuren des ersteren, an denen man sich bereits im Juni 1980 versucht hatte, sie allerdings verwarf. The Winner Takes It All wurde im Juli 1980 als Single veröffentlicht. Diese bildete den ersten Vorgeschmack auf das neue ABBA-Album und entwickelte sich zu einem internationalen Bestseller. Sie erreichte in 21 Ländern die Top Ten der Charts, in sechs davon Platz 1. Später wurde die Ballade sowohl vom Textschreiber Ulvaeus als auch von der Leadsängerin Agnetha Fältskog als „bester ABBA-Song überhaupt“ bezeichnet. Auch Our Last Summer war Mitte Juni fertiggestellt worden.
Es folgte eine weitere Aufnahmepause im Juli und August, in der u. a. das Musikvideo zu The Winner Takes It All gedreht wurde. Im August widmeten sich die Komponisten neuen Songs und reisten für einige Tage nach London. Die Sessions gingen im September 1980 weiter. Die Musiker arbeiteten an den Stücken Me and I, Lay All Your Love on Me und Put on Your White Sombrero. Der Albumtitel Super Trouper war zu diesem Zeitpunkt bereits beschlossen worden, obwohl es noch keine Pläne gab, ein gleichnamiges Lied aufzunehmen.
Hingegen wurde zu dieser Zeit bereits über die Covergestaltung des Albums nachgedacht. Da der Begriff Super Trouper einen großen Bühnenscheinwerfer bezeichnet, wurden im Oktober 1980 die Europa Filmstudios in Stockholm für Foto- und Filmaufnahmen benutzt, in denen ABBA von einer Menschenmenge umgeben ist und von diversen Scheinwerfern beleuchtet wird. Anwesend waren neben der Gruppe und einigen Zirkusartisten auch Mitarbeiter von Polar Music sowie Freunde der Gruppenmitglieder. Die dort produzierten Aufnahmen sind sowohl auf dem Albumcover als auch in den Musikvideos von Super Trouper und Happy New Year zu sehen.
Das Stück Super Trouper war laut Andersson und Ulvaeus eine Art „Last-Minute-Song“ für das Album, dessen Grundspuren am 3. Oktober 1980 aufgenommen wurden. Nur zehn Tage später wurden die Aufnahmen zu allen Songs abgeschlossen, darunter auch eine spanische Version von Andante, Andante und der Live-Mitschnitt von The Way Old Friends Do, der während ihrer Tournee 1979 aufgezeichnet worden war. Für die LP wurde dieser Titel stark nachbearbeitet. Der Beifall am Ende geht auf der schwedischen LP in die Auslaufrille über und wird endlos wiederholt, bis der Plattenspieler abgeschaltet wird. 
Die Titelliste des Albums bestand nun aus insgesamt zehn Stücken, wobei weder Elaine noch Put on Your White Sombrero darauf enthalten waren. Letzterer wurde, wie Burning My Bridges, erst 1994 auf der Kompilation Thank You for the Music veröffentlicht, im Gegensatz dazu jedoch in seiner vollen Version. Seit 2001 sind sowohl Elaine als auch Put on Your White Sombrero als Bonustracks auf der CD-Ausgabe des Albums Super Trouper enthalten.

## Veröffentlichung
Die Veröffentlichung des Albums erfolgte am 3. November 1980 bei Polar Music. Das Album erschien in seiner Originalausführung als LP mit zehn Titeln (Katalognummer: POLS 322). 1983 erschien erstmals eine CD-Ausführung bei Polydor (Katalognummer: 800 023-2). Im Laufe der Jahre erschienen diverse Neuauflagen mit verschiedenen Bonustiteln, darunter eine remasterte CD-Fassung mit Gimme! Gimme! Gimme! (A Man After Midnight), Elaine und Put On Your White Sombrero am 24. März 1997 bei Polydor (Katalognummer: 533 979-2), oder auch eine Deluxeversion am 6. Mai 2011 bei Polar Music, die nochmal um die Titel Andante, Andante und Felicidad sowie eine Bonus-DVD erweitert wurde (Katalognummer: 06025 2746446).

## Titelliste

### Originalalbum
Seite 1:
1. Super Trouper
2. The Winner Takes It All
3. On and On and On
4. Andante, Andante
5. Me and I

Seite 2:
1. Happy New Year
2. Our Last Summer
3. The Piper
4. Lay All Your Love on Me
5. The Way Old Friends Do

### Remastered-CD
Zu der Remaster-Version von 2001 wurden folgende Songs hinzugefügt:
1. Elaine
2. Put On Your White Sombrero

### Deluxeversion
Zu der Deluxe-Edition von 2011 wurden folgende Songs hinzugefügt inkl. DVD:
1. Elaine
2. On and On and On (Musikvideo-Version mit zusätzlicher Bridge)
3. Put On Your White Sombrero
4. Andante, Andante (Spanische Version)
5. Felicidad (Spanische Version von Happy New Year)

## Mitwirkende
- Benny Andersson – Synthesizer, Keyboard, Gesang
- Agnetha Fältskog – Gesang
- Anni-Frid Lyngstad – Gesang
- Björn Ulvaeus – Akustikgitarre, Gesang
- Ola Brunkert – Schlagzeug
- Lars Carlsson – Horn
- Anders Glenmark – Gitarre
- Rutger Gunnarsson – Bass, Gitarre
- Janne Kling – Flöte, Saxophon
- Per Lindvall – Schlagzeug
- Janne Schaffer – Gitarre
- Ake Sundqvist – Perkussion
- Mike Watson – Bass
- Lasse Wellander – Gitarre
- Kajtek Wojciechowski – Saxophon

## Singleauskopplungen
Nachdem The Winner Takes It All als erste Single aus dem Album erschienen war und weltweit große Erfolge verbuchen konnte, wurde Super Trouper im November 1980 zeitgleich mit dem Album ebenfalls auf Single veröffentlicht. Auch diese wurde zum internationalen Erfolg und erreichte in sechs Ländern Platz 1, darunter in Deutschland und Großbritannien, sowie in sieben weiteren die Top Ten. Super Trouper erschien ebenso in den USA (Platz 45), Australien (Platz 77), Mexiko (Platz 3), Japan (Platz 93) und Simbabwe (Platz 18). 
1981 erschien Lay All Your Love On Me in Großbritannien (Platz 7), den Niederlanden und Frankreich (Platz 18) mit On And On And On als B-Seite. In Australien (Platz 9), Neuseeland, den USA (Platz 90) und Japan (Platz 52) erschien letzteres als A-Seite. In einigen lateinamerikanischen Ländern wie Argentinien, Brasilien, Bolivien und El Salvador erschien 1981 darüber hinaus Andante, Andante als A- oder B-Seite, ebenso wie in Portugal und Südafrika. Diese Singleausgaben konnten sich in keinem der Länder in den Charts platzieren.
Singles in den Charts

| Jahr | Titel B-Seite                  | Höchstplatzierung, Gesamtwochen, AuszeichnungChartplatzierungen (Jahr, Titel, B-Seite, Platzierungen, Wochen, Auszeichnungen, Anmerkungen) | Höchstplatzierung, Gesamtwochen, AuszeichnungChartplatzierungen (Jahr, Titel, B-Seite, Platzierungen, Wochen, Auszeichnungen, Anmerkungen) | Höchstplatzierung, Gesamtwochen, AuszeichnungChartplatzierungen (Jahr, Titel, B-Seite, Platzierungen, Wochen, Auszeichnungen, Anmerkungen) | Höchstplatzierung, Gesamtwochen, AuszeichnungChartplatzierungen (Jahr, Titel, B-Seite, Platzierungen, Wochen, Auszeichnungen, Anmerkungen) | Höchstplatzierung, Gesamtwochen, AuszeichnungChartplatzierungen (Jahr, Titel, B-Seite, Platzierungen, Wochen, Auszeichnungen, Anmerkungen) | Höchstplatzierung, Gesamtwochen, AuszeichnungChartplatzierungen (Jahr, Titel, B-Seite, Platzierungen, Wochen, Auszeichnungen, Anmerkungen) | Anmerkungen                             |
| Jahr | Titel B-Seite                  | DE | AT | CH | UK | US | SE | Anmerkungen                             |
| ---- | ------------------------------ | --- | --- | --- | --- | --- | --- | --------------------------------------- |
| 1980 | The Winner Takes It All Elaine | DE4 (29 Wo.)DE | AT3 (18 Wo.)AT | CH3 (11 Wo.)CH | UK1 Silber · (10 Wo.)UK | US8 (26 Wo.)US | SE2 (16 Wo.)SE | Erstveröffentlichung: 21. Juli 1980     |
| 1980 | Super Trouper The Piper        | DE1 (30 Wo.)DE | AT3 (20 Wo.)AT | CH3 (12 Wo.)CH | UK1 Gold · (12 Wo.)UK | US45 (11 Wo.)US | SE11 (8 Wo.)SE | Erstveröffentlichung: 14. November 1980 |

## Kommerzieller Erfolg

### Chartplatzierungen
Super Trouper erschien am 3. November 1980 in Schweden und stieg eine Woche später in die Charts ein. Wiederum zwei Wochen darauf erreichte es Platz 1, den es acht Wochen halten konnte. In Großbritannien waren eine Million Exemplare des Albums vorbestellt, sodass Super Trouper die dortige Nummer eins wurde und gleichzeitig zum erfolgreichsten Album des Jahres. Auch in Deutschland, Norwegen und den Niederlanden kam Super Trouper auf Platz eins, während es in Finnland Platz zwei erreichte, Platz drei in Spanien oder auch Platz acht.
| ChartsChartplatzierungen       | Höchstplatzierung | Wochen/ Monate |
| ------------------------------ | ----------------- | -------------- |
| Deutschland (GfK)              | 1 (52 Wo.)        | 52 Wo.         |
| Österreich (Ö3)                | 3 (8,5 Mt.)       | 8,5 Mt.        |
| Schweden (GLF)                 | 1 (22 Wo.)        | 22 Wo.         |
| Schweiz (IFPI)                 | 97 (1 Wo.)        | 1 Wo.          |
| Vereinigte Staaten (Billboard) | 17 (38 Wo.)       | 38 Wo.         |
| Vereinigtes Königreich (OCC)   | 1 (43 Wo.)        | 43 Wo.         |

| ChartsJahrescharts (1981) | Platzierung |
| ------------------------- | ----------- |
| Deutschland (GfK)         | 2           |
| Österreich (Ö3)           | 4           |

### Auszeichnungen für Musikverkäufe
Das Album verkaufte sich weltweit zwischen sieben und zehn Millionen Mal, davon über vier Millionen Exemplare innerhalb der ersten zwei Monate. Es verkaufte sich laut Schallplattenauszeichnungen allein in Deutschland über eine Million Mal, womit es zu den meistverkauften Alben des Landes der 1980er-Jahre zählt.
| Land/Region                  | Auszeichnungen für Musikverkäufe (Land/Region, Auszeichnung, Verkäufe) | Verkäufe  |
| ---------------------------- | ---------------------------------------------------------------------- | --------- |
| Australien (ARIA)            | Platin                                                                 | 50.000    |
| Dänemark (IFPI)              | Platin                                                                 | 20.000    |
| Deutschland (BVMI)           | 2× Platin                                                              | 1.000.000 |
| Finnland (IFPI)              | Platin                                                                 | 50.552    |
| Hongkong (IFPI/HKRIA)        | Platin                                                                 | 20.000    |
| Neuseeland (RMNZ)            | Gold                                                                   | 7.500     |
| Spanien (Promusicae)         | Platin                                                                 | 100.000   |
| Vereinigte Staaten (RIAA)    | Gold                                                                   | 500.000   |
| Vereinigtes Königreich (BPI) | Platin                                                                 | 300.000   |
| Insgesamt                    | 2× Gold · 8× Platin ·                                                  | 2.048.052 |

Hauptartikel: ABBA/Auszeichnungen für Musikverkäufe